# Basilios Gabras
Basilios Gabras (XIV w.) – bizantyński książę państwa Teodoro na Krymie w połowie XIV wieku z dynastii Gabrasów.

## Życiorys
Za jego panowania wojska Tamerlana zniszczyły większość Krymu, w tym księstwo Teodoro. Jego synem był Stefan Gabras (?-1402).